# 政治学期刊列表
这是一份政治学期刊列表，介绍了政治学领域的代表性学术期刊。

## 列表
- 中国国际政治杂志

- 全球環境政治

- 公共舆论季刊

- 反思馬克思主義

- 和平及公義研究期刊

- 國際動態
- 國際政治科學評論

- 政治分析
- 政治学期刊
- 政治学观点
- 政治學與社會期刊
- 政治意识形态学刊
- 政治研究季刊
- 政治科学与政治学
- 政治科学年度评论
- 政治经济学杂志

- 歐盟政治學

- 比较政治研究

- 民主期刊

- 澳洲政治和歷史期刊

- 當代哲學期刊

- 突發事件及危機管理期刊

- 美国政治科学评论
- 美國政治科學期刊

- 英国政治科学期刊

- 衝突解決期刊

- 資訊科技與政治學期刊

- 高加索國際事務期刊
- 非洲事務